# San Cristoforo al Lago
San Cristoforo al Lago ist eine Fraktion der Gemeinde Pergine Valsugana im Trentino.

## Lage
Der Ort befindet sich am Nordufer des Caldonazzosees.
Der historische Ortskern befindet sich auf einem Felsenhügel, der früher vom Wasser des Sees umgeben war. Nach der Trockenlegung des Bereichs (siehe Geschichte), wurde am neuen Ufer ein Ortsteil angelegt, der hauptsächlich touristisch genutzt wird. Die Strände des Dorfes werden im Osten vom Biotop Canneti di San Cristoforo (ca. 9,4 ha) begrenzt.

## Kunst
Am höchsten Punkt des Hügels, auf dem der historische Ortskern steht, befindet sich die namensgebende Kirche zum heiligen Christophorus (12. Jahrhundert), wo nach der Tradition in der Antike ein Diana- und Neptuntempel stand. Von der ursprünglichen Kirche sind das gotische Portal und der Kirchturm erhalten.
An den Füßen des Hügels finden sich noch Reste der Hafenanlage, von der die Fischerboote vor der Trockenlegung des Sumpfes in den See hinausfuhren. Eines der Gebäude wurde kürzlich restauriert und soll als Heimatmuseum eingerichtet werden.

## Geschichte
Die ältesten Zeugnisse von San Cristoforo beziehen sich auf die Kirche, die wohl im 12. Jahrhundert errichtet wurde, aber erst 1215 erstmals erwähnt wird. Um 1300 wird eine unbestimmte Anzahl von Häusern erwähnt, die dem Pfarrer von Pergine gehörten.
San Cristoforo war bis ins 18. Jahrhundert von einem Sumpf umgeben, der sich bis nach Pergine erstreckte. Der Ort war über einen Holzsteg mit dem Festland verbunden. 1777 begann die langwierige Bonifizierung durch die Gemeinde Pergine. Danach war der Raum für einen Ausbau des Dorfes geschaffen. Zunächst wurden im Osten des Ortskerns, zwischen Bahnanlage und See, einige Häuser errichtet.
Im Fin de Siècle entstanden die ersten Tourismusbetriebe. Im ehemaligen Seehotel waren vor dem Ersten Weltkrieg die beiden Psychoanalytiker Sigmund Freud und Sándor Ferenczi zu Gast.

## Verkehr
San Cristoforo teilt sich mit Ischia einen Bahnhof der Valsugana-Bahn.